# Mészvölgy
Mészvölgy (németül: Kalch, szlovénül: Strigarjava) Vasdobra településrésze, egykor önálló község Ausztriában, Burgenland tartományban, a Gyanafalvi járásban.

## Fekvése
A Gyanafalvától 15 km-re délnyugatra, Burgenland déli csücskében, a Lendva patak völgyében, a szlovén határ mellett  fekszik.

## Története
A települést 1387-ben "Mezpesth" alakban említik először. Dobra várának uradalmához tartozott. Eredeti neve Mészpest volt, ami mészégető kemencét jelöl. 1387-ben Luxemburgi Zsigmond Dobra várát az uradalommal együtt a Széchy családnak adományozta.
1607-től a dobrai uradalommal együtt a Batthyány család birtoka. 1720-ban 12 házat számláltak a településen. 1787-ben 40 házában 228 lakos élt. 1830-ban 37 háza volt 283 lakossal. 1857-ben 48 házat és 322 lakost számláltak itt.
Vályi András szerint " KALK. Vas Várm. földes Ura G. Batthyáni Uraság, Dobrának filiája."
Fényes Elek szerint " Kalch, német-falu, Vas vármegyében, a stájer határszélen, a dobrai uradalomban, 283 kath. lak."
Vas vármegye monográfiája szerint " Kalch, stájer határszéli német község, a Lendva patak mellett. Lakosainak száma 397, vallásuk r. kath. és kevés ág. ev. A házak száma 57. Postája Dobra, távírója Gyanafalva."
1910-ben 332, túlnyomórészt német lakosa volt. A trianoni békeszerződésig Vas vármegye Szentgotthárdi járásához tartozott. A békeszerződések Ausztriához csatolták.
1971-ben Vasdobrához csatolták. 2001-ben 254 lakosa volt.